# هوهلا

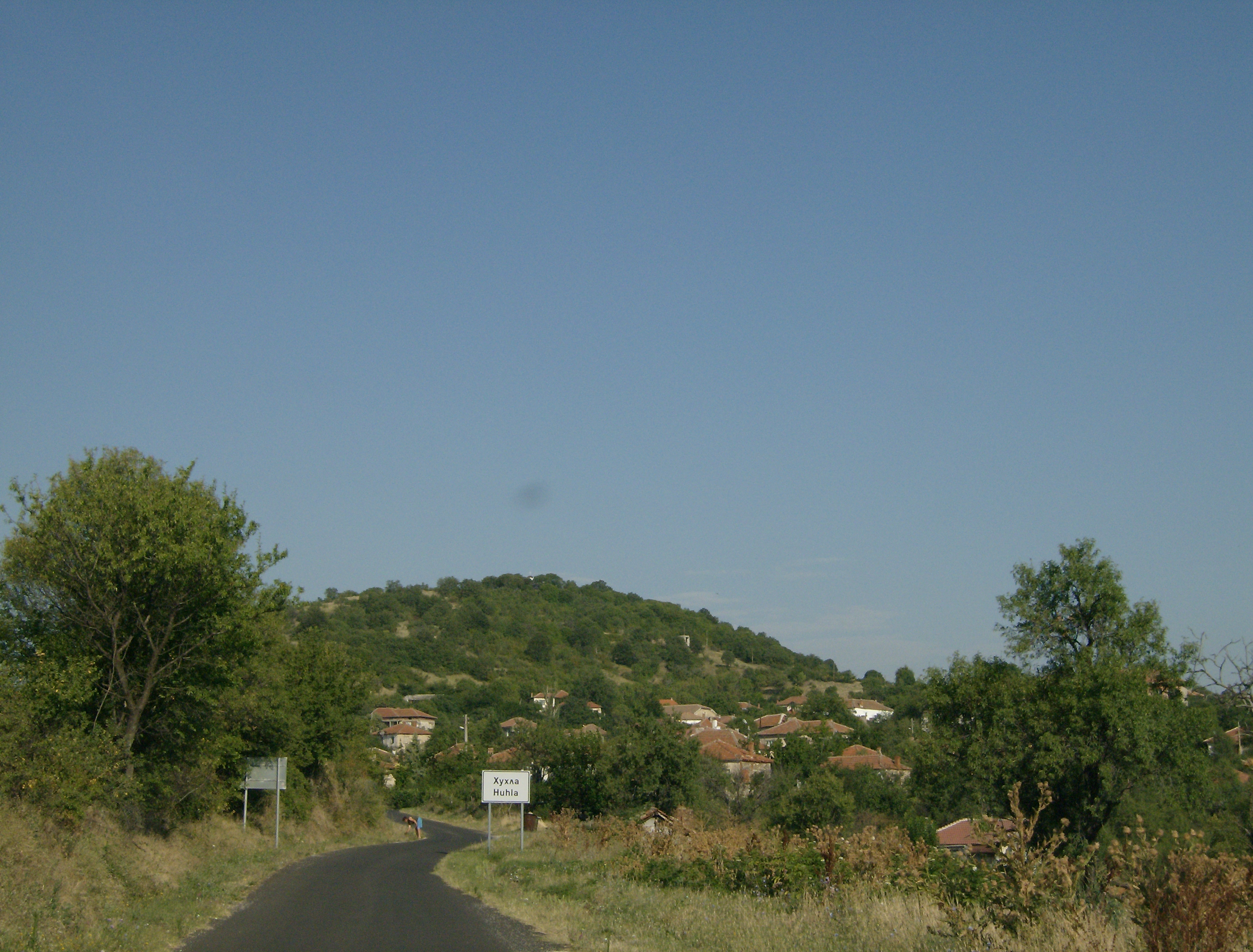
نمایی از منطقهٔ مسکونی هوهلا

هوهلا (به بلغاری: Huhla) یک منطقهٔ مسکونی در بلغارستان است که در استان خاسکوو واقع شده‌است.